# Crisi finanziaria del 2007-2008

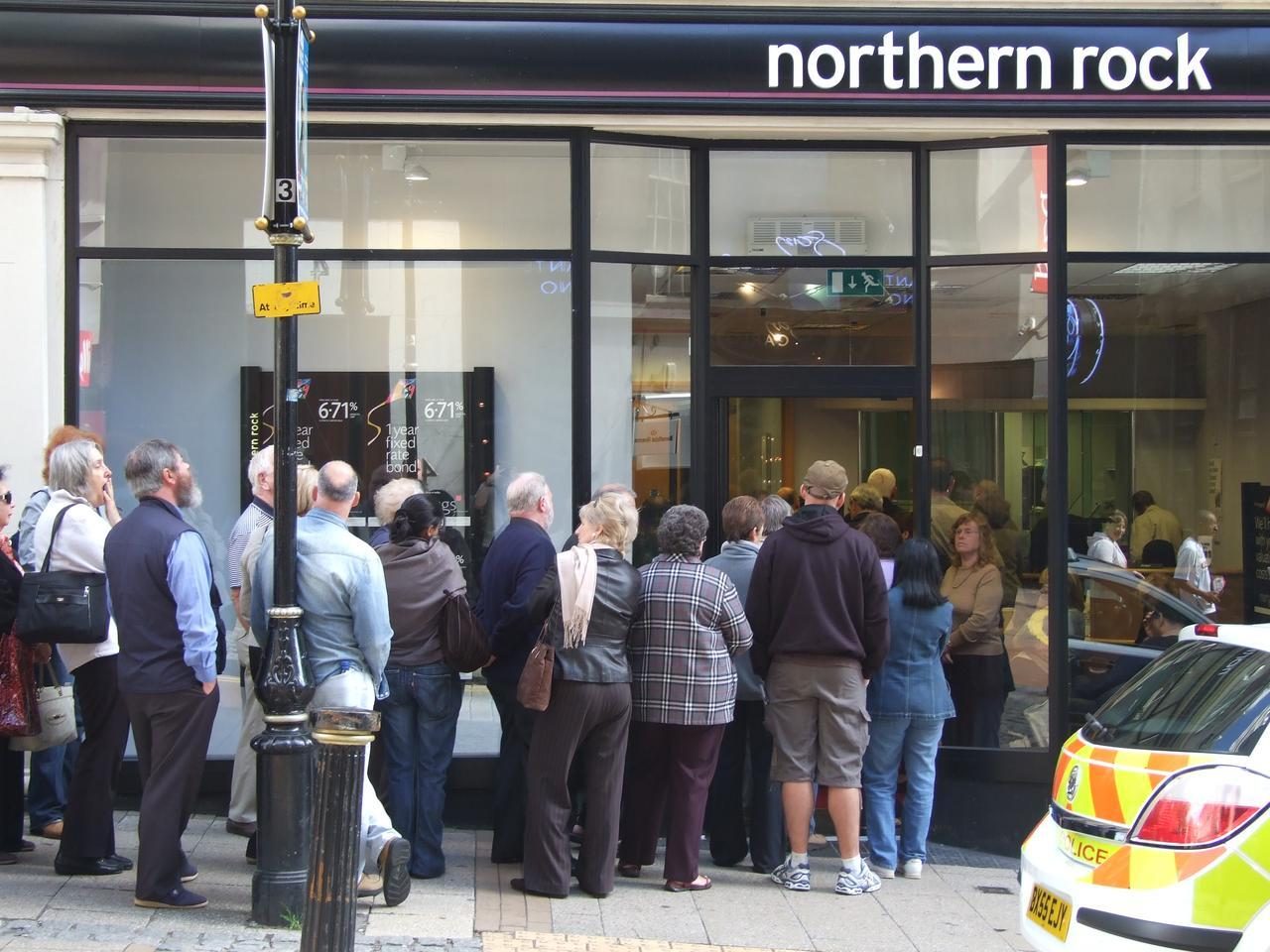
Persone in coda fuori da una filiale di Northern Rock nel Regno Unito per ritirare i propri risparmi durante la crisi finanziaria.

La crisi finanziaria del 2007-2008 è stata una crisi finanziaria mondiale segnata da una crisi di liquidità e talvolta da crisi di solvibilità sia a livello di banche e Stati, sia da una scarsità di credito alle imprese. Iniziata nel luglio 2007, ha le sue origini nella deflazione delle bolle dei prezzi (compresa la bolla immobiliare americana degli anni 2000) e nelle perdite significative delle istituzioni finanziarie causate dalla crisi dei subprime. Fa parte della “Grande recessione” iniziata nel 2006 e diffusasi fino al 2013.
La crisi finanziaria dell'autunno 2008 ha amplificato il movimento e ha causato un calo dei prezzi di borsa e il fallimento di diversi istituti finanziari. Per evitare una crisi sistemica, gli Stati dovettero intervenire e salvare molte banche, che provocarono una crisi del debito pubblico prima in Islanda e poi in Irlanda. Inoltre, provocò una recessione che colpì l'intero pianeta. Le finanze pubbliche sono state pesantemente tese per risolvere questa crisi. Il deficit pubblico si è ampliato in molti paesi, dopo un calo del prodotto interno lordo globale del 2,2% nel 2009.
Gravemente colpite dai loro errori gestionali, le banche francesi sono portate ad una notevole ristrutturazione, con il contributo finanziario dello Stato.
Questa crisi sta provocando un movimento a favore di una migliore regolamentazione del sistema bancario e finanziario. Negli Stati Uniti, sotto la pressione dell'opinione pubblica e di esperti come Paul Volcker, è stata adottata la regola Volcker per evitare che una crisi simile si ripetesse. È dubbio che le misure adottate abbiano migliorato la sicurezza bancaria collettiva, soprattutto nell'Unione europea.
Soprattutto da quando la crisi continua. In alcuni paesi come la Cina, il prestito bancario è cresciuto notevolmente. Inoltre, all'inizio del 2010, l'afflusso di liquidità ha sollevato i timori dello scoppio di nuove bolle nel settore immobiliare cinese, nelle borse, nei titoli di Stato e nei metalli. In Europa, la crisi del debito pubblico ha spesso, soprattutto nel caso irlandese, la crisi finanziaria come sfondo.

## Cronologia

### Crisi dei subprime
La crisi dei subprime è iniziata nella seconda metà del 2006 con il crollo dei mutui subprime negli Stati Uniti (subprime), che i mutuatari, spesso con mezzi modesti, non sono stati più in grado di rimborsare. Svelata nel febbraio 2007 dall'annuncio di importanti provvedimenti approvati dalla banca HSBC, si è trasformata in una crisi aperta quando le aste periodiche non hanno trovato acquirenti nel luglio 2007. Alla luce delle attuali regole contabili, è diventato impossibile dare un valore a questi titoli che dovevano essere accantonati a un valore prossimo allo zero. Allo stesso tempo, i detentori non potevano più liquidare il loro debito. La sfiducia si è sviluppata verso i debiti cartolarizzati (ABS, RMBS, CMBS, CDO) che includono una parte maggiore o minore di prestiti subprime, quindi verso i fondi di investimento, OICVM (comprese le SICAV del mercato monetario) e il sistema. banca probabile che detenga questi derivati di credito.

### Crisi finanziaria del 2009
La seconda fase della crisi finanziaria iniziò durante la settimana del 14 quando diversi istituti finanziari americani andarono in default, e fu deciso di salvarli in extremis direttamente dalla Federal Reserve americana (Fed) (la compagnia assicurativa AIG per esempio), mediante l'acquisizione da parte di concorrenti più agiati, andando in liquidazione (Lehman Brothers) piuttosto che indirettamente risparmiando mutuatari con mezzi modesti. La crisi colpì tutti i Paesi del mondo, in particolare in Europa, dove diversi istituti finanziari vissero gravissime difficoltà e furono salvati dall'intervento degli Stati e delle banche centrali (Banca Centrale Europea nella zona euro). Alcuni segnano l'inizio della crisi con la nazionalizzazione di Freddie Mac e Fannie Mae il 6 Settembre 2009
La crisi si è estesa a tutte le banche nei rapporti con le banche americane, in particolare le banche francesi ed europee.

## Origine della crisi finanziaria

### Motivi economici
La crisi finanziaria iniziata nel 2007 è stata principalmente dovuta alla politica monetaria eccessivamente accomodante della Federal Reserve statunitense (Fed) durante gli anni 2000 nell'ambito del mandato d'Alan Greenspan e innovazioni finanziarie scarsamente controllate. Tra i politici che hanno favorito direttamente le condizioni di questa crisi attraverso misure economiche e sociali, il Guardian cita Bill Clinton, George W. Bush, Gordon Brown, nonché, nel settore della finanza, gli ex e gli attuali amministratori delegati della compagnia di assicurazioni American International Group, banche Goldman Sachs, Lehman Brothers, Merrill Lynch, Halifax-Bank of Scotland, Royal Bank of Scotland, Bradford & Bingley, Northern Rock, Bear Stearns, Bank of England e figure come il finanziere George Soros, il miliardario Warren Buffett e il presidente di un fondo di investimento americano John Paulson.
Durante la recessione seguita allo scoppio della bolla di Internet nel 2000-2001, la Fed ha abbassato il suo tasso chiave all'1%, poi lo ha mantenuto troppo basso, causando troppa creazione di denaro e un aumento delle bolle sui mercati immobiliari (bolla immobiliare americana degli anni 2000) e sulle materie prime.
Nel 2006, la Fed, all'inizio del Ben Bernanke, ha aumentato il tasso chiave dall'1% al 5% al fine di ridurre le crescenti pressioni inflazionistiche. Questo aumento del tasso chiave ha innescato una deflazione della bolla immobiliare statunitense negli anni 2000 e ha portato a un aumento dei rimborsi mensili dei mutui (i prestiti sono spesso a tassi variabili).

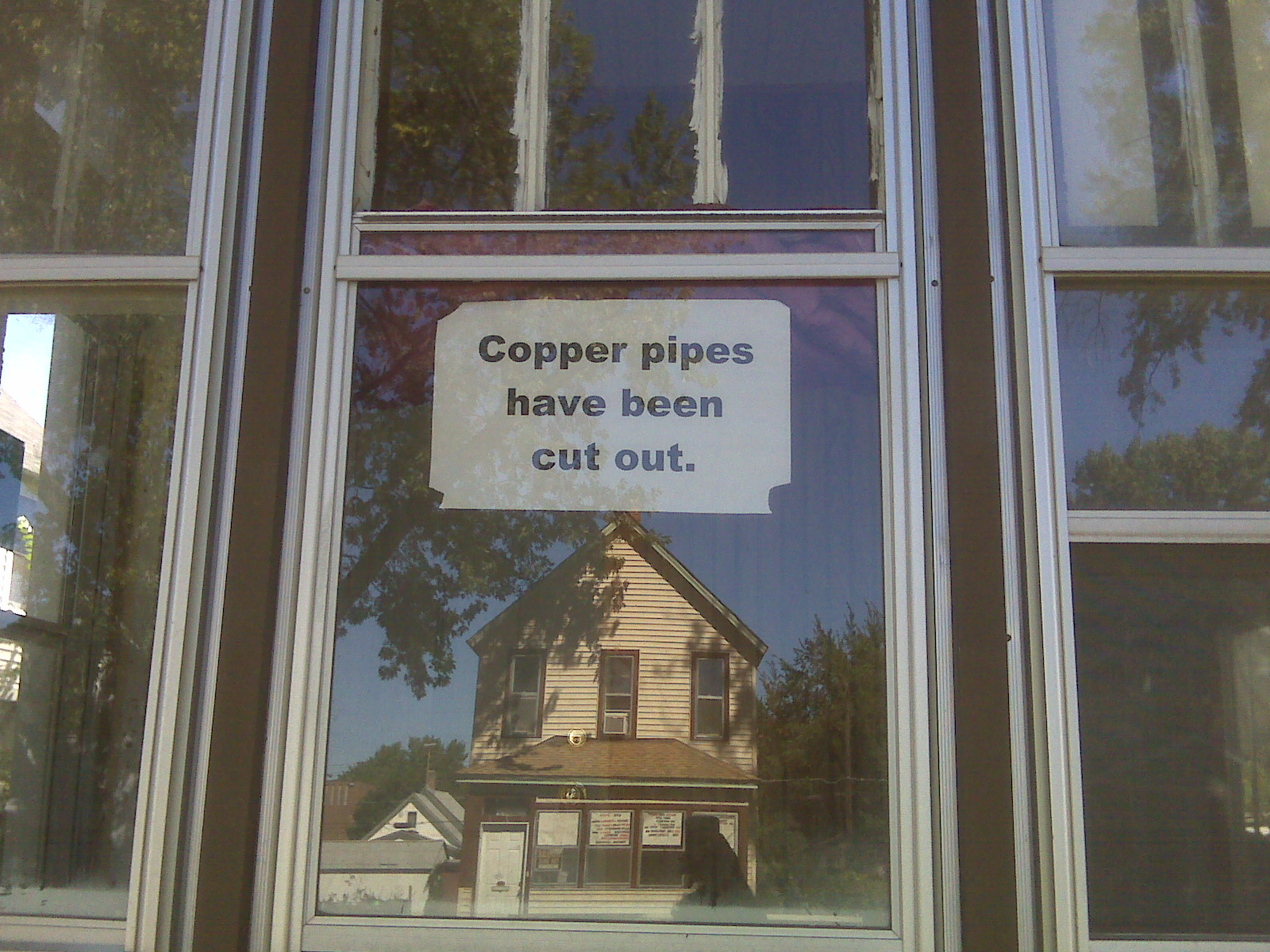
Edificio sequestrato per mancato pagamento nel settembre 2008. Il cartello indica che le tubazioni in rame sono state rimosse per evitare furti.

Quasi tre milioni di famiglie americane erano inadempienti e dovettero lasciare le loro proprietà, sequestrate e poi messe in vendita da istituti di credito, determinando un aumento dell'offerta sul mercato immobiliare e quindi un ulteriore abbassamento dei prezzi. A causa del calo dei prezzi, le strutture recuperano solo parzialmente l'importo prestato. Gli effetti di un crollo della bolla immobiliare sono generalmente limitati ai fallimenti personali e alla riduzione delle perdite per le istituzioni finanziarie. Con la crisi del 2007-2008 le cose sono andate diversamente perché gli istituti di credito immobiliare non hanno tenuto i debiti immobiliari nei loro bilanci, ma li hanno raggruppati in veicoli di investimento, fondi ipotecari, al fine di rivenderli in particolare a fondi pensione e alle principali banche statunitensi. Poiché i fondi ipotecari perdono valore con la fine della bolla immobiliare e, soprattutto, poiché la complessità e l'intrico di veicoli di investimento rendono molto difficile stimarne il valore, i bilanci delle istituzioni finanziarie si sono deteriorati. Come risultato dei principi contabili mark-to-market, hanno dovuto accantonare un significativo deprezzamento delle attività. Ciò ha causato un effetto di contagio e una generale perdita di fiducia tra le istituzioni finanziarie, che ha prosciugato il mercato interbancario (crisi di liquidità). Le istituzioni finanziarie, in particolare le banche di investimento, sono state indebolite.

### Ragioni strutturali
Da un lato, gli anni precedenti la crisi hanno visto un proliferare di innovazioni finanziarie che hanno portato a un mercato di poca o nessuna regolamentazione nel sistema bancario collaterale chiamato anche "mercato ombra". Queste innovazioni finanziarie miravano a ridurre il rischio e hanno assunto la forma di "prodotti derivati", di cui due tipi sono stati al centro della crisi finanziaria: prodotti legati a mutui ipotecari e prodotti destinati ad assicurare contro il rischio di difetto credit default swap.
Inoltre, l'aumento dei profitti e il calo del peso dei salari hanno provocato un "disallineamento tra domanda e offerta". In particolare negli Stati Uniti, i prestiti "subprimes" hanno incoraggiato una parte della popolazione a consumare al di là delle proprie possibilità; ciò ha a sua volta permesso di garantire la redditività del settore immobiliare. Le disparità di reddito sono diventate molto forti: "il divario salariale tra un CEO e un dipendente negli Stati Uniti da 1 a 40 nel 1980, è passato da 1 a 411 nel 2005", la creazione di ricchezza è stata catturata per la maggior parte da una piccola parte della popolazione, a scapito dell'efficienza economica.
Infine, lo strumento matematico che in parte è servito a giustificare la finanziarizzazione dell'economia non sembra essere quello giusto. Infatti, egli presume che i prezzi finanziari seguano una "saggia possibilità", del tipo di polline in movimento browniano e non "una" possibilità selvaggia "che, come suggerisce il nome, è molto più sfuggente". La grande maggioranza dei finanzieri è partita dall'ipotesi che i prezzi finanziari seguissero una "saggia casualità", da qui l'applicazione di un certo tipo di matematica finanziaria e l'adozione dal 1993 su iniziativa della banca JP Morgan VaR (Value at Risk) per misurare i rischi finanziari in base a probabilità conformi alla normale normativa. Questo strumento ha favorito l'innovazione e consentito alle banche di "sottrarsi il più possibile a qualsiasi forma di regolamentazione restrittiva" e di "poter sfruttare appieno il periodo di euforia finanziaria degli ultimi quindici anni".
Per altri, i corsi finanziari seguono a «hasard sauvage». Già nel 1973, partendo da un'ipotesi di “hard chance”, Benoît Mandelbrot sviluppò la teoria dei frattali e del moto browniano frazionario, che è stata poco compresa dai professionisti dei mercati finanziari. Con la crisi, la teoria della "saggia fortuna" nella finanza è sempre più messa in discussione. David Viniar, allora CFO di Goldman Sachs, ha visto al momento della crisi del 2007-2010 "cose che erano entro 25 deviazioni standard, per diversi giorni" che cosa, rispetto al modello classico (leggi normali),"Ha la stessa probabilità di vincere la lotteria 20 volte di seguito".
Altri economisti pongono il problema della matematica finanziaria in modo ancora più radicale. Ad esempio, per Jon Danielsson della London School of Economics, “la finanza non è fisica; è più complesso" e i finanzieri usano a sproposito modelli fisici validi in sistemi chiusi naturali per un sistema aperto come l'economia.

## Crisi del settore finanziario

### Crisi di liquidità bancaria
Incertezze sugli impegni diretti e indiretti delle istituzioni finanziarie in termini di credito rischioso, ma anche il timore di un rallentamento generale delle attività di corporate e investment banking, molto redditizie e motori di crescita negli anni precedenti, ha finito per provocare una vera e propria crisi di fiducia, avendo conosciuto pochi precedenti, tra le banche. Questi hanno visto prosciugarsi le loro principali fonti di rifinanziamento, il mercato interbancario e la questione dell'ABCP ((EN)  asset-backed commercial paper) · .
Nel mercato interbancario, dove le banche con un eccesso di capitale prestano a chi ne è privo, la stessa sfiducia tra le banche ha portato a un'impennata del tasso interbancario.
Inoltre, negli anni precedenti, le banche avevano istituito strutture di finanziamento, denominate conduits o SIV ((EN)  structured investment vehicles) che emettono carta commerciale a breve termine e a basso costo ((EN)  asset-backed commercial paper) venduto agli investitori. I fondi raccolti sono stati poi prestati a lungo termine a tassi più elevati, il che ha consentito di generare un margine di interesse. Tuttavia, questi prestiti a breve termine dovevano essere rinnovati regolarmente (ogni tre mesi). Tuttavia, una volta scoppiata la crisi di fiducia nelle banche, gli investitori hanno smesso di finanziare gli ABCP, costringendo le banche a finanziarli autonomamente.
La crisi di liquidità bancaria ha portato le banche centrali, la Banca centrale europea (BCE) e la Federal Reserve degli Stati Uniti (Fed) in primis, a effettuare massicce iniezioni di liquidità nel mercato interbancario per consentire alle istituzioni di rifinanziare la loro attività ed evitare di innescare una crisi sistemica (crisi dell'intero sistema). Il primo intervento è avvenuto il 9 agosto 2007, quando la BCE ha iniettato 94,8 miliardi di euro nel sistema finanziario europeo per aumentare la liquidità che mancava al mercato. Questa è la più grande fornitura di fondi in un solo giorno da parte della BCE, superiore al prestito di 69,3 miliardi di euro concesso dopo gli attacchi dell'11 settembre 2001. Lo stesso giorno, la Fed ne ha iniettati 24 miliardi di dollari USA nel sistema finanziario del suo paese.
Le banche tradizionalmente si finanziano assumendo prestiti sul mercato monetario interbancario con scadenze di tre mesi. Il tasso di interesse al quale prendono in prestito (nell'Europa continentale, questo è l'Euribor a 3 mesi) è solitamente da 15 a 20 punti base (da 0,15 a 0,20% nel linguaggio comune) più alto del tasso direttore della banca centrale che è considerato il tasso privo di rischio. La differenza tra il tasso al quale le banche prendono in prestito e il tasso chiave è chiamato premio per il rischio (o spread in inglese) ed è calcolato dall'indice TED per il caso americano. Dalla crisi di fiducia dell'agosto 2007, il tasso Euribor è salito, raggiungendo il 4,95% nel dicembre 2007 mentre il tasso chiave era del 4% (2007) e che in tempi normali avrebbe preso in prestito al 4,20%. Nell'ottobre 2008, l'indice TED ha persino raggiunto il livello storico del 4% di differenza quando aveva una media dello 0,5% dal 2004 al 2007.
Il forte rialzo, dall'agosto 2007, dei tassi a breve a cui le banche stanno rifinanziando costituisce un rischio reale per il loro equilibrio finanziario: "L'impennata dei tassi di mercato per il rifinanziamento delle banche (Eonia ed Euribor), che sono diventati superiori ai tassi dei prestiti privi di rischio a lungo termine, costituisce una situazione insostenibile per le istituzioni finanziarie”, scrive il 15 settembre la rivista specializzata Investire. In effetti, alcune banche riescono a contrarre prestiti a tassi elevati per rifinanziare prestiti precedentemente concessi a tassi inferiori.
La crisi di liquidità è rafforzata dall'asimmetria informativa tra le banche, che sono quindi riluttanti a prestarsi reciprocamente.

### Crisi di solvibilità bancaria
È il presidente della Banca d'Inghilterra, Mervyn King, a spiegare la crisi di solvibilità bancaria in un cablo diplomatico del 17 marzo 2008, pubblicato su WikiLeaks. Le banche non hanno risorse sufficienti nelle loro casse per soddisfare le esigenze dei loro creditori a lungo termine. Infatti, se il McDonough Ratio impone un limite di capitale, questo rapporto non è stato sufficiente ad alleviare i problemi causati dalla crisi. Tuttavia, il limite tra una crisi di solvibilità (che sarebbe particolarmente penalizzante per l'economia) e una crisi di liquidità (che richiede solo un aggiustamento ciclico), è difficile da definire.

### Conseguenze sui conti bancari
Le banche australiane Macquarie, americane Bear Stearns, britanniche HSBC e tedesche IKB sono state tra le prime ad essere colpite. Bear Stearns, in particolare, possedeva hedge fund che avevano scommesso su un rimbalzo nel settore immobiliare per raccogliere fondi prestati dalle banche. La banca è stata indebolita sin dall'inizio dal fallimento di due dei suoi fondi speculativi.
Nel settembre 2007 si è svolta una corsa agli sportelli, limitata alla banca britannica Northern Rock. In tre giorni, i clienti della banca hanno ritirato il 12% degli importi depositati.
Le principali banche mondiali hanno annunciato risultati nettamente inferiori nel terzo e quarto trimestre 2007 a seguito della crisi a causa di:
- perdite dirette sui prestiti subprime;
- ma soprattutto da deprezzamento degli asset derivati subprime (il valore di asset finanziari come RMBS, CDO iscritti in bilancio, stabilito al loro valore di mercato, è calato fortemente nel trimestre);
- un forte rallentamento dell'investment banking e delle attività di mercato che erano stati motori di utili negli anni precedenti (cartolarizzazioni, finanziamento di LBO e hedge fund, fusioni e acquisizioni, asset management, ecc.).

Le principali banche di investimento statunitensi ed europee hanno registrato significative svalutazioni di attività nel terzo trimestre del 2007:
- Goldman Sachs: 1,5 miliardi di dollari.
- Bear Stearns: 0,7 miliardi di dollari.
- Lehman Brothers: 0,7 miliardi di dollari.
- Morgan Stanley: 1,5 miliardi di dollari.
- Merrill Lynch: 8,4 miliardi di dollari.
- Citigroup: 5,9 miliardi di dollari[30].
- UBS: 11 miliardi di franchi svizzeri[30].
- Credit suisse: 2,5 miliardi di franchi svizzeri.
- Deutsche Bank: 2,2 Miliardi di euro.

Altre svalutazioni significative di attività sono avvenute nel quarto trimestre 2007 e nel primo trimestre 2008.
Le grandi banche francesi quotate hanno registrato limitate svalutazioni di attività nel terzo trimestre del 2007 ma più forte nel quarto:
- BNP Paribas: 301 milioni di euro. E un totale di 1,2 miliardi di euro per tutto il 2007[32].
- Crédit agricole: 546 milioni di euro. Il 20 dicembre 2007 Crédit Agricole SA ha annunciato un ulteriore deprezzamento di 2,5 miliardi di euro (1,6 miliardi tasse escluse) per il 4º trimestre[33].
- Dexia: 212 milioni di euro. Le perdite di Dexia superare gli 11 miliardi di euro, nel 2011[34], un record mondiale interamente finanziato dal bilancio degli Stati, Francia compresa.
- Société générale: 404 milioni di euro. E un totale di 2,57 miliardi di euro[35] o 2,9 miliardi[36].
- Natixis: gli errori di gestione commessi prima e durante la crisi hanno portato al collasso finanziario dei principali azionisti, ex banche popolari e casse di risparmio. Molto colpiti dalle perdite, si fanno da parte per fondersi in una nuova entità, chiamata BPCE.

Il costo effettivo della crisi per le banche (ammortamento delle attività per il fair value dei conti e accantonamenti per rischi legati alla crisi) è stimato a:
- 110 miliardi di dollari a novembre 2007,
- 188 miliardi nel marzo 2008,
- 250 miliardi nell'aprile 2008,
- 400 miliardi nel giugno 2008.

Le stime del costo complessivo della crisi sulle banche (perdite e svalutazioni di attività) sono state continuamente riviste al rialzo durante la crisi:
- 250 miliardi di dollari secondo Bear Stearns[38] e Lehman Brothers[39] intorno al 7 novembre 2007,
- 300 a 400 miliardi di dollari secondo Deutsche Bank a novembre 2007, di cui da 150 a 250 miliardi direttamente collegati a prestiti subprime e 150 miliardi a derivati garantiti da questi prestiti[40],
- 500 miliardi di dollari secondo Royal Bank of Scotland a novembre 2007[41].
- 422 miliardi di dollari (268 miliardi di euro) a livello globale, secondo una stima dell'OCSE nell'aprile 2008. La sua stima precedente era di 300 miliardi di dollari[42].
- 565 miliardi di dollari (358 miliardi di euro) per l'unica esposizione delle banche al settore dei "subprime", ma 945 miliardi di dollari (600 miliardi di euro) per il costo totale della crisi finanziaria, secondo una stima del FMI nell'aprile 2008[43] che realizza questa cifra intorno ai 1500 miliardi di dollari il 7 ottobre 2008[44], a $ 2,2 trilioni il 28 gennaio 2009[45], poi a 4000 miliardi di dollari il 21 aprile 2009[46] e 8700 miliardi nel settembre 2010.

### Difficoltà e fallimenti delle istituzioni finanziarie
Negli USA:
- Il 16 marzo 2008, Bear Stearns, sull'orlo della bancarotta, è stata acquisita per $ 1,2 miliardi da JPMorgan Chase con il supporto della Fed.
- Fanny Mae e Freddie Mac, due organizzazioni di rifinanziamento ipotecario che garantiscono quasi il 40% dei mutui per la casa americani (o $ 5,3 trilioni)[47], sono posti sotto la supervisione del Tesoro degli Stati Uniti il 7 settembre 2008. Si tratta di una nazionalizzazione di fatto, un evento eccezionale per le società quotate in borsa negli Stati Uniti.
- Il 15 settembre 2008, la banca d'investimento Lehman Brothers (59 miliardi di dollari canadesi) è fallita.
- La FDIC mantiene un elenco di tutte le istituzioni finanziarie che sono fallite dal 2000, l'anno. Gli anni 2008 e 2009 sono stati particolarmente disastrosi e più di cento stabilimenti hanno dovuto cessare le loro attività[48].

In Europa
- Nel luglio 2007 la banca tedesca IKB Deutsche Industriebank era in difficoltà.
- Nel settembre 2007 UBS e Credit Suisse (riduzione di 1.500 persone) sono state colpite dalla crisi del mercato ipotecario americano[49].
- La British Northern Rock, una banca specializzata in mutui ipotecari, è stata nazionalizzata il 18 febbraio 2008[50].
- l 14 luglio 2008, la banca spagnola Banco Santander ha acquistato la banca britannica Alliance & Leicester per 1,3 miliardi di sterline.
- Il 31 agosto 2008, la tedesca Dresdner Bank è stata venduta dall'assicuratore Allianz alla sua connazionale Commerzbank per 9,8 miliardi di euro.
- Il governo olandese di Balkenende nazionalizza il gruppo 4 Fortis Netherlands, che include la banca Dutch ABN Amro[51], ha perso il 68,7% in un anno prima di essere parzialmente nazionalizzato dal governo olandese, che lo ha ricapitalizzato nell'ottobre 2008 con più di 10 miliardi di euro[51][52].
- Metlife e Principal Financial Group, molto presenti anche in Cile, perdono anche più del 50% del loro valore[52].

### Sanzioni
A partire dalla crisi finanziaria, numerose multe, sanzioni e soluzioni extragiudiziali sono state richieste alle maggiori banche americane ed europee. Secondo uno studio di Boston Consulting Group, i colossi finanziari sono stati così costretti a pagare non meno di 345 miliardi di dollari tra il 2009 e il 2017, a compensazione del loro ruolo nella crisi. Questa cifra è sicuramente inferiore alla realtà, i conti del BCG non includevano (fino al 2015) solo i costi superiori ai 50 milioni di dollari, e riguardano solo le 50 maggiori banche del pianeta.
Le banche nordamericane hanno pagato la maggior parte delle multe, con un totale di $ 220 miliardi di sanzioni nel periodo, in particolare tra il 2012 e il 2014. A metà del 2014, Citigroup è stata multata di $ 7 miliardi. dollari per il suo ruolo nella crisi dei mutui subprime. Stesso motivo, due anni dopo per Goldman Sachs che ha poi sborsato 5 miliardi di dollari. Le banche europee condividono logicamente il saldo con $ 125 miliardi pagati principalmente ai poliziotti bancari americani. BNP Paribas paga quasi 9 miliardi di dollari per violazione dell'embargo. Deutsche Bank non è risparmiata, con una multa di 7,2 miliardi di dollari per il suo ruolo nei subprime.

### Conseguenze sui mercati finanziari internazionali

Livello medio del Dow Jones Industrial, tra gennaio 2006 e novembre 2008

I mercati finanziari, che avevano subito una prima crisi di fiducia nel febbraio-marzo 2007, prima di riprendersi all'inizio dell'estate, hanno raggiunto i massimi livelli annuali a metà luglio. Cadono dal 18 luglio (annuncio del crollo di due hedge fund di Bear Stearns), movimento accentuato il 9 agosto con l'annuncio del congelamento dei tre fondi dinamici del mercato monetario di BNP Paribas Investment Partners, controllata di BNP Paribas. Nell'agosto 2007, Oddo Asset Management blocca diversi fondi di investimento nella sua rete e nel febbraio 2008, AXA ha sospeso 3 fondi di investimento dalla sua rete.
Il calo dei prezzi si accentua con la crisi finanziaria dell'autunno 2008. La settimana dal 6 al 10 ottobre 2008 sarà ricordata come una delle peggiori settimane che i mercati azionari mondiali abbiano conosciuto. Il CAC 40 ha infatti perso quasi 1000 punti, ovvero circa il 20%.
Tra il 1 gennaio 2008 e il 24 ottobre 2008, il CAC 40 è sceso del 43,11%, il Dax (Germania) del 46,75%, il FTSE 100 (Regno Unito) del 39,86%, il Nikkei (Giappone) del 50,03% e il Dow Jones (Stati Uniti) del 36,83%.
La crisi sta avendo effetti su altri mercati, come le materie prime. Secondo l'analista John Kilduff,

### Rafforzamento della crisi nell'autunno 2008
Tra settembre e ottobre 2008, la crisi finanziaria si è intensificata notevolmente, in particolare con il fallimento di Lehman Brothers. I mercati azionari sono in forte calo.

## Salvataggio del settore finanziario e nuova regolamentazione

### Dibattito sui salvataggi di emergenza del settore finanziario
La minaccia di fallimento del sistema bancario, che finanzia l'economia, ha spinto le autorità pubbliche dei vari Paesi ad intervenire attraverso tre principali modalità:
- l'idea di confinare le attività pericolose, ripresa da quanto era già stato posto in essere durante la crisi delle casse di risparmio americane alla fine degli anni 80. Questo è il principio originario del piano Paulson.
- garanzia statale per prestiti utilizzati per rifinanziare bilanci bancari[60]. È la risposta alla liquidità dei mercati di rifinanziamento interbancario.
- la ricapitalizzazione delle banche da parte degli Stati, in risposta a timori di insolvenza o quantomeno di inosservanza dei criteri di solvibilità incorporati dal tier one ratio. Questa è l'azione lanciata dal governo britannico di Gordon Brown e ripreso in seguito dai principali stati europei.

Queste azioni sono state interpretate come un rafforzamento dell'azione degli Stati nel sistema finanziario dopo trent'anni di declino del ruolo dello Stato. Alcune interpretazioni hanno salutato la fine del liberalismo e persino, come durante la crisi del mercato azionario del 1987, il fallimento del capitalismo. Altre interpretazioni vedono un ritorno al keynesiana.
I critici del liberalismo economico nel contesto della crisi si basano in particolare su:
- l'assenza di regolamentazione dei mercati chiave della crisi, come quelli per la concessione di mutui ipotecari negli Stati Uniti o quelli per i CDO (collateralised debt debt).
- la crescente creatività e complessità di alcune attività finanziarie, trainate in particolare dall'esplosione dei pagamenti di bonus che le ha incoraggiate ad assumersi rischi sempre maggiori.

I fautori del liberalismo economico, pur riconoscendo l'utilità del ruolo dello Stato di ultima istanza in caso di crisi sistematica, confutano questa analisi.
In primo luogo affermano che la crisi non è stata causata da un eccesso di liberalismo ma in realtà da distorsioni del mercato causate dallo stato, in particolare dalla politica monetaria espansiva guidata dal presidente della Fed Alan Greenspan negli anni 2002-2006, all'origine della bolla del debito, e dell'obbligo di prestare alle famiglie più povere imposto dallo Stato americano alle banche, causa della concessione di mutui subprime. Quindi, secondo l'economista Florin Aftalion:
"Sotto l'influenza del cosiddetto Community Reinvestment Act, le banche hanno dovuto scegliere tra rinunciare al proprio sviluppo o concedere prestiti molto rischiosi a comunità svantaggiate".
Allo stesso modo, Aftalion ritiene che la cartolarizzazione di questi crediti in MBS sia stata effettuata "con l'incoraggiamento del Congresso".
Secondo punto, secondo i liberali, il Sistema finanziario globale non rispettava più i veri principi del liberalismo. L'editorialista francese Nicolas Baverez lo considera:
"Il capitalismo (...) è un modo di produzione basato sullo spirito di impresa e sulla remunerazione del rischio. Nella sua forma globalizzata, di cui la finanza era la più avanzata, si è discostata da questi principi scollegando profitti e ricompense dalle prestazioni e dai rischi reali".
Infine, i liberali stanno sostenendo un breve intervento da parte dello Stato, che consentirebbe alle forze di mercato di agire non appena sarà nuovamente possibile.
Alcuni economisti, anche keynesiani, sono preoccupati per un'azione troppo forte da parte degli Stati. Così, spiega l'economista francese Alain Lipietz, della scuola di regolamentazione: "il rischio di fronte al rallentamento è il revival totale". Allo stesso modo, dichiara anche l'economista francese Michel Aglietta: "Temo che andremo al club dal punto di vista regolamentare". Secondo Le Monde, "gli interventisti temono particolarmente che noi sosteniamo come keynesiani l'idea odiata di privatizzare i profitti e socializzare le perdite".

### Test di resistenza e nuova regolamentazione
Ai primi di maggio, i risultati degli stress test alla crisi destinati a fare il punto sullo stato delle banche americane e sulla loro capacità di far fronte alla situazione economica hanno dimostrato di aver bisogno di 74,6 miliardi di dollari. Piuttosto, ha confortato i mercati e le banche generalmente si sentono capaci raccogliere questi fondi senza passare dal governo degli Stati Uniti (nonostante tutto continuano a beneficiare di tassi di rifinanziamento molto bassi dalla Fed). Gli osservatori sono preoccupati per l'atteggiamento dei banchieri che sembrano voler tornare alle pratiche pre-crisi. Tutto questo spinge il segretario del tesoro Timothy Geithner voler regolamentare il mercato dei derivati.
Presidente Barack Obama firmato il 20 maggio 2009 in Helping Families Save Their Homes Act of 2009 e il Fraud Enforcement and Recovery Act of 2009, che istituisce una commissione d'inchiesta, il Financial Crisis Inquiry Commission diretto da Phil Angelides e incaricato di indagare le cause e le responsabilità della crisi. La Commissione dispone di un budget di 8 milioni di dollari.Nel giugno 2009 l'amministrazione Obama ha nominato un supervisore per controllare la remunerazione dei dirigenti delle banche che avevano ricevuto due volte fondi pubblici. Inoltre, si prevede che le autorità di regolamentazione possano modificare i sistemi di remunerazione qualora possano generare pericolosi incentivi per la stabilità delle istituzioni finanziarie. Nel luglio 2010, la promulgazione del Dodd-Frank Act sconvolge l'organizzazione normativa dei mercati finanziari e le attribuzioni della Securities and Exchange Commission (SEC).
In Europa, il governatore di la Banque de France, Christian Noyer,vorrebbe che anche le banche europee fossero sottoposte a stress test. Ha infatti contestato i dati del FMI che ha valutato a 600 miliardi di dollari i requisiti di fondi delle banche europee. Tali test consentirebbero alle banche centrali europee di vedere più chiaramente. All'inizio di giugno 2009, otto economisti francesi e tedeschi, Peter Bofinger, Christian de Boissieu, Daniel Cohen, Jean Pisani-Ferry, Wolfgang Franz, Christoph Schmidt, Béatrice Weder di Mauro, Wolfgang Wiegard, chiedono dei veri "stress test" europei perché ritengono che sia urgente saperlo "Il reale stato di salute del sistema bancario europeo".
Inoltre, dal 1º gennaio 2011 è stata istituita la vigilanza finanziaria a livello europeo. È stato istituito un comitato europeo per il rischio sistemico, presieduto dal presidente della Banca centrale europea e da tre autorità di vigilanza microprudenziale. sono stati istituiti uno per le banche, uno per i mercati e uno per le compagnie di assicurazione e fondi pensione.

## Conseguenze su altri settori economici
La crisi finanziaria sta colpendo l'attività economica, in particolare attraverso il calo del morale delle famiglie e degli imprenditori, le difficoltà incontrate dalle banche, l'inasprimento delle condizioni di credito (aumento dei tassi di interesse, selezione più forte mutuatari). Questi fattori stanno pesando sui consumi delle famiglie e sugli investimenti delle imprese, provocando una forte riduzione della crescita. Questa crisi economica del 2008, alla quale hanno contribuito altri fattori, ha provocato una recessione negli Stati Uniti dal dicembre 2007. Ha anche provocato un calo molto significativo del commercio mondiale tra la fine del 2008 e l'inizio del 2009.
Per ridurre queste conseguenze negative, la Federal Reserve degli Stati Uniti ha gradualmente abbassato i tassi di riferimento. Martedì 18 settembre 2007, ha abbassato di mezzo punto il tasso chiave principale, dal 5,25% al 4,75%. Si tratta del calo maggiore dal novembre 2002, durante la crisi di fiducia nell'affare Enron.
I piani di stimolo economico sono stati lanciati a novembre e dicembre 2008. In Cile e Argentina, i rispettivi governi di Michelle Bachelet e Cristina Kirchner sono stati portati a riformare il sistema pensionistico, precedentemente basato sui fondi pensione, pesantemente colpito dalla crisi.
Nella zona euro, Irlanda, Regno Unito, Italia, Spagna (che per un po' 'ha sostenuto metà dei licenziamenti a causa della crisi in Europa), poi la Germania è entrata in recessione.. Gli Stati Uniti sono entrati in recessione nel dicembre 2007, con un netto peggioramento nell'ottobre 2008. La Francia è entrata in recessione il 15 maggio 2008.
La crisi genera un forte aumento delle disuguaglianze: nel 2017 la Spagna aveva il doppio dei "super ricchi" rispetto a prima della crisi del 2008. Quasi il 50% del PIL del paese era allora detenuto dallo 0,4% della popolazione.
Uno studio di Thiemo Fetzer, dell'Università di Warwick ritiene che l'ascesa della Brexit sia dovuta per 9,5 punti sul 52% dei permessi, alla politica di austerità provocata dalla crisi del 2008. Secondo questo approccio, l'UKIP non sarebbe progredito fino al 2010, con la nuova politica di austerità guidata dal Regno Unito, come con l'imposizione della "tassa sulle camere da letto".

## Situazione nel 2010

### Rischi di nuove bolle
La liquidità iniettata dalle banche centrali per alleviare la crisi è stata trasmessa in parte all'economia reale, ma anche alla speculazione. Quindi, bolle minacciano di esplodere in borsa.
Tuttavia, gli esperti sono divisi. Ad esempio, mentre il FMI pensa che la Cina sia minacciata dall'eccesso di credito, la Banca Mondiale pensa il contrario.

### Bonus bancario e rendita
Secondo Jean-Marc Vittori diversi segni (“Dipendenti meglio pagati che altrove, dalla segretaria al direttore generale; bonus stravaganti; profitti sopra la media") mostrano l'esistenza di rendite (cioè profitti superiori alla media legati a fallimenti del mercato) nei settori bancario e finanziario. Se nel settembre 2009 questo giornalista si è interrogato sulla fonte delle rendite, studi recenti stanno cominciando a fornire alcune risposte.
In uno studio dell'FMI, gli economisti hanno sottolineato che le istituzioni finanziarie hanno investito di più in lobbying tra il 2000 e il 2006 che aveva emesso i prestiti più rischiosi. Inoltre, secondo Hélène Rey, le istituzioni finanziarie hanno investito 126 milioni di dollari durante i primi nove mesi del 2009.
Quando c'è una rendita, sono possibili due grandi alternative opposte. O si può cercare di rimuoverlo modificando la legislazione, è piuttosto la posizione di Paul Volcker, o lo stato o le istituzioni internazionali possono tentare di appropriarsene una parte attraverso le tasse, questa è piuttosto la posizione di Lord Turner, il presidente della Financial Services Authority da Londra.

### Riforma del sistema finanziario negli Stati Uniti
Il presidente degli Stati Uniti Barack Obama e il suo consigliere Paul Volcker il 21 gennaio 2010 proposero misure volte ad aggiornare in qualche modo il Glass-Steagall Act del 1933, abrogata nel 1999. Ricordiamo che questa legge è stata emanata dopo la crisi del 1929 in modo da impedire alle banche di deposito di giocare sui mercati con il denaro dei depositanti. Inoltre, le banche di investimento e di deposito dovevano essere ben separate. Oltre a questo punto, il "too big to fail", ovvero la presenza di banche sistemiche è un problema. Questo descrive il fatto che le grandi banche, sapendo che in ogni caso i governi le salveranno, possono essere tentate di correre troppi rischi (rischio morale). Infine, negli Stati Uniti, l'opinione pubblica è "esasperata dai bonus di Wall Street e dai loro profitti giganteschi" anche se hanno dovuto essere salvati durante la crisi finanziaria del 2008. Inoltre, la riforma prevista nel quadro del Dodd-Frank Act, promulgato nel luglio 2010, originariamente aveva tre componenti:
- Limitare la dimensione delle risorse
- Divieto per le banche di speculare per proprio conto
- Divieto alle banche di deposito di possedere o finanziare fondo speculativo.

Martin Wolf, pur approvando la volontà di Paul Volcker di "sviluppare un sistema finanziario che serva a sostenere l'economia reale piuttosto che realizzare enormi profitti in attività fortemente suscettibili di destabilizzarla", trova queste soluzioni allo stesso tempo inapplicabili e non adeguate a ciò che deve essere fatto. Dani Rodrik Il professore di economia all'Università di Harvard si oppone alle critiche di Martin Wolf secondo cui queste norme sarebbero inapplicabili al di fuori degli Stati Uniti. Per questo accademico:
- La diversità delle regole riguardanti il settore finanziario non sarebbe un male per paesi o gruppi di paesi con la capacità di informare le banche[86]. Più in generale, per questo autore,
- Le normative globali sono dove i banchieri possono far valere i propri interessi. Inoltre, per lui,[86] lo stima[86].

Alla fine del 2014 le misure adottate dall'Unione Europea erano incerte e insufficienti, vista la notevole posta in gioco e gli insegnamenti che si possono trarre da questa crisi. La legge di separazione delle attività bancarie riguarda solo una parte minima, simbolica del patrimonio bancario.
Nulla è quindi sostanzialmente cambiato nei principi dell'organizzazione generale del settore bancario, né nelle modalità di gestione dei rischi bancari e finanziari.

### Crise duforeclosure
Nell'ottobre 2010 numerosi casi di sfratti hanno rivelato pratiche fraudolente da parte delle banche.